# Meridiano 69 W
O meridiano 69 W é um meridiano que, partindo do Polo Norte, atravessa o Oceano Ártico, América do Norte, Oceano Atlântico, Mar das Caraíbas, América do Sul, Oceano Pacífico, Oceano Antártico, Antártida e chega ao Polo Sul. Forma um círculo máximo com o Meridiano 111 E.
Começando no Polo Norte, o meridiano 69º Oeste tem os seguintes cruzamentos:
| País, território ou mar | Notas |
| ----------------------- | --- |
| Oceano Ártico           | |
| Canadá                  | Ilha Ellesmere, Nunavut |
| Estreito de Nares       | |
| Gronelândia             | |
| Baía de Baffin          | |
| Canadá                  | Ilha de Baffin, Nunavut |
| Estreito de Hudson      | |
| Baía de Ungava          | |
| Canadá                  | Ilha Tiercel, Nunavut Quebec |
| Rio São Lourenço        | |
| Canadá                  | Quebec New Brunswick |
| Estados Unidos          | Maine |
| Oceano Atlântico        | |
| República Dominicana    | Ilha Hispaníola e ilha Catalina |
| Mar das Caraíbas        | |
| Antilhas Holandesas     | Ilha de Curaçao |
| Mar das Caraíbas        | |
| Venezuela               | |
| Colômbia                | |
| Brasil                  | |
| Bolívia                 | |
| Peru                    | |
| Bolívia                 | Cerca de 17 km |
| Peru                    | |
| Bolívia                 | Passa no Lago Titicaca |
| Peru                    | Passa no Lago Titicaca |
| Bolívia                 | Passa no Lago Titicaca |
| Chile                   | |
| Argentina               | |
| Oceano Atlântico        | |
| Argentina               | |
| Chile                   | Cerca de 9 km |
| Estreito de Magalhães   | |
| Chile                   | Ilha Grande da Terra do Fogo e Ilha Hoste |
| Oceano Pacífico         | Ilha Adelaide - reivindicada pela Argentina (Antártida Argentina), Chile (Província da Antártida Chilena) e Reino Unido (Território Antártico Britânico) |
| Oceano Antártico        | Baía Margarida |
| Antártida               | Território reivindicado pela Argentina (Antártida Argentina), Chile (Província da Antártida Chilena) e Reino Unido (Território Antártico Britânico)      |